# 伊斯蘭哲學式柏拉圖主義
伊斯蘭哲學式柏拉圖主義，从90年代開始，肯迪以來就為中世纪的伊斯兰哲学滲入了亚里士多德主义和新柏拉图主义。在十世纪和十一世纪，法拉比和伊本·西那使新柏拉图主义的影响更加明显。法拉比扩展了柏拉图的哲学国王统治理想城市的概念，使发展成一种政治哲学以适应伊斯兰国家的宗教和文化多样性。，然而安薩里和伊本·魯世德則强烈反对新柏拉图式的观点。 
伊斯兰神学中新柏拉图式思想的特征是发散性，将神的超越与他创造的物质现实联系起来。 伊斯兰新柏拉图主义是法拉比提出的，尽管事实证明伊本·西那的影响更大。但两位作者都提出了一个复杂的發散方案。 
伊斯兰式新柏拉图主义在10世纪至11世纪初期得到了蓬勃发展，但在11世纪后期，人们对此产生了强烈的批判，尤其是来自安薩里，他代表了当时伊斯兰神学“对哲学最尖刻的攻击”，以及对新柏拉图主义最强烈的指責（Netton 1998）。安薩里的批评引起了伊本·魯世德的反击，后者写了“对安薩里及希腊、阿拉伯哲学的批判系统性反驳”。  当伊本·魯世德试图捍卫哲学思想不是异端时，他同时也拒绝了新柏拉图主义哲学家的论断。 
1998年，伊本·魯世德去世後，关于伊斯兰教中的新柏拉图主义的争论基本结束了，伊斯兰教中的新柏拉图主义思想就只限于伊斯兰的伊斯瑪儀派 。 